# Joueuse
Pour plus de détails, voir Fiche technique et Distribution.
Joueuse est un film franco-allemand réalisé par Caroline Bottaro et sorti en 2009.

## Synopsis
En Corse, Hélène, quadragénaire, femme de chambre hôtelière, mène une vie familiale routinière avec son mari Ange et sa fille Lisa jusqu'au jour où, en faisant son service, elle surprend une partie d’échecs en cours, ce qui va déclencher sa passion pour ce jeu et transformer sa vie.

## Fiche technique
- Titre original : Joueuse
- Titre international : Queen to Play
- Réalisation : Caroline Bottaro
- Scénario : Caroline Bottaro, avec la collaboration de Caroline Maly et Jeanne Le Guillou, d'après le roman de Bertina Henrichs La Joueuse d'échecs, Éditions Liana Levi, Paris, 2005  (ISBN 2867464013)
- Décors : Emmanuel de Chauvigny
- Costumes : Dorothée Guiraud
- Photographie : Jean-Claude Larrieu
- Son : Erwan Kerzanet
- Montage : Tina Baz Le Gal
- Musique : Nicola Piovani
- Production : Dominique Besnehard, Michel Feller
- Sociétés de production : Mon Voisin Productions (France), France 2 Cinéma (France), Blueprint Film GmbH (Allemagne)
- Sociétés de distribution : Studiocanal (France), Concorde Filmverleih (Allemagne)
- Pays d'origine :  France,  Allemagne
- Langue de tournage : français
- Période de tournage : début des prises de vues en avril 2008
- Tournage extérieur : Corse
- Format : 35 mm — couleur — 1.85:1 — son Dolby Digital DTS
- Genre : comédie dramatique
- Durée : 96 minutes
- Dates de sortie :
  -  25 avril 2009 au Festival City of Lights, City of Angels de Los Angeles
  -  10 juin 2009 (Festival du film de Cabourg), 5 août 2009 (sortie nationale)
  -  7 janvier 2010
- (fr) Classifications CNC : tous publics, Art et Essai (visa d'exploitation no 119395 délivré le 2 juillet 2009)

## Distribution
- Sandrine Bonnaire : Hélène
- Kevin Kline : le docteur Kröger
- Francis Renaud : Ange
- Valérie Lagrange : Maria
- Alexandra Gentil : Lisa
- Alice Pol : Natalia
- Élisabeth Vitali : Marie-Jeanne
- Jennifer Beals : l'Américaine
- Dominic Gould : l'Américain
- Laurence Colussi : Pina
- Daniel Martin : le président du club
- Guillaume Rouffet-Quilichini[réf. à confirmer][1] : l'arbitre Simon Giovanni

## Production
L'hôtel Les Roches Rouges, à Piana en Corse, sert de lieu de tournage pour le film Joueuse.